# 意大利足球三类联赛
意大利足球三類聯賽（義大利語：Terza Categoria），是意大利足球联赛系统的第9级别（自2014/15球季起），亦是非职业联赛和联赛系统的最低級別。